# Heliconius leopardus
Heliconius leopardus är en fjärilsart som beskrevs av Gustav Weymer 1893. Heliconius leopardus ingår i släktet Heliconius och familjen praktfjärilar. Inga underarter finns listade i Catalogue of Life.